# Các đồi Sô cô la

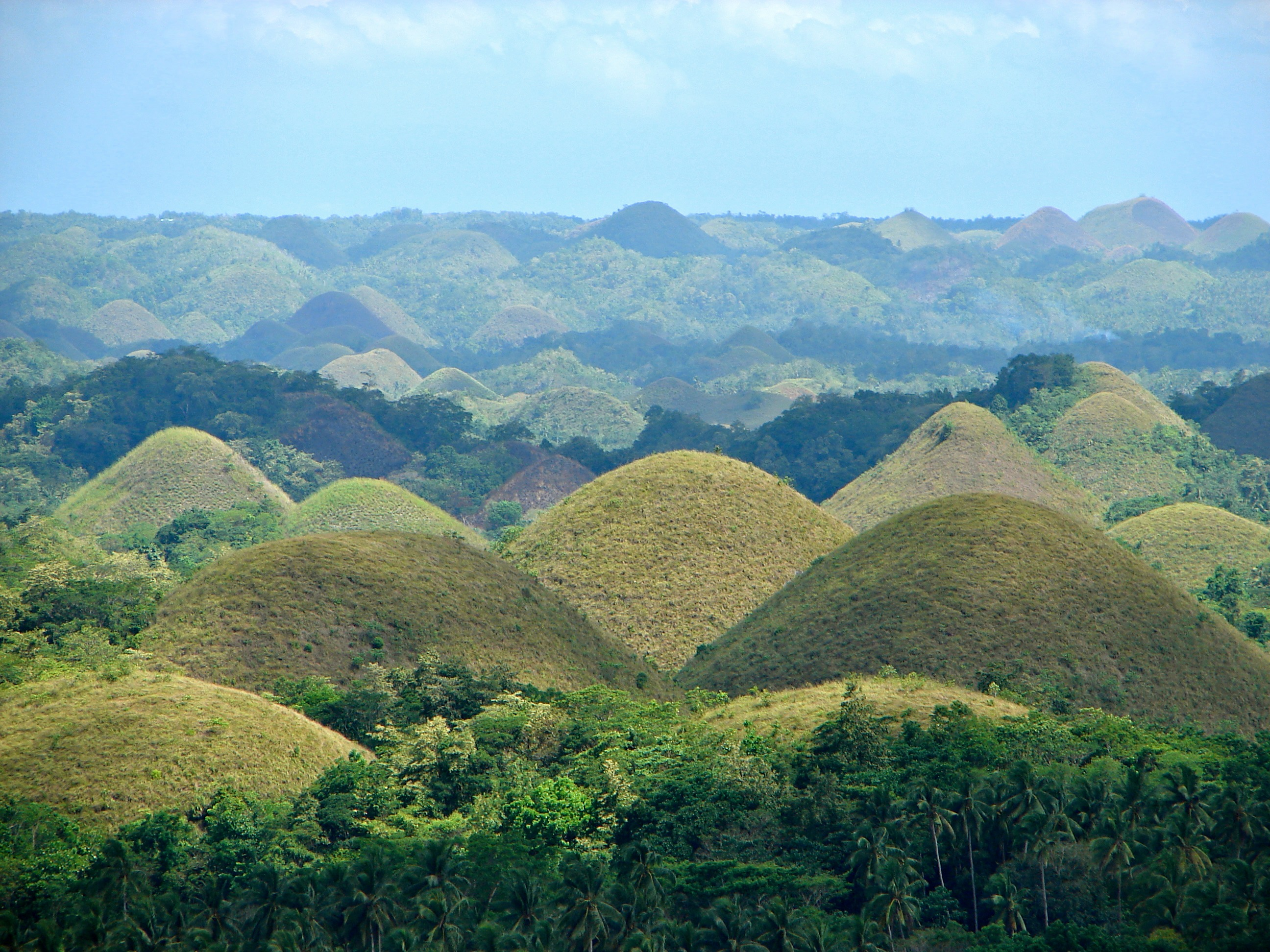
Tại Carmen, Bohol.

Các đồi Sô cô la (tiếng Cebuano: Mga Bungtod sa Tsokolate; tiếng Filipino: Mga Tsokolateng Burol) là một nhóm đồi ở tỉnh Bohol của Philippines. Có ít nhất 1.260 đồi, nhưng có thể có tới 1.776 trãi rộng trên một diện tích rộng 50 kilômét vuông (20 dặm vuông Anh). Chúng được phủ cỏ xanh hóa nâu vào mùa khô, khiến chúng có màu như "sô cô la".
Các đồi Sô cô la là điểm thu hút khách du lịch nổi tiếng của Bohol. Chúng xuất hiện trên cờ tỉnh để biểu thị cho thiên nhiên trù phú của tỉnh. Chúng nằm trong danh sách điểm đến của Philippine Tourism Authority; được công nhận là Tượng đài Địa lý Quốc gia thứ ba và được đề xuất để trở thành Di sản thế giới UNESCO.